# 最終騎士
《最終騎士》（日語：エンドライド）是Brain's Base製作，在2016年4月至9月於日本電視台首播的原創電視動畫。角色原案由集英社Jump系出身的漫畫家《BASTARD!! －暗黑的破壞神－》的作者萩原一至與《浪客劍心》的作者和月伸宏擔任。日本NTV電視台於2016年正式命名中文為「最終騎士」。

## 概要
2016年1月26日開啟本作品的官方網站，隔天釋出角色原案。主角淺永瞬由和月伸宏設定，另一位主角艾米里歐由萩原一至設定。

## 故事
某天，15歳的國中生淺永瞬因為在他父親的公司接觸了水晶，被從地球突然出現的異次元空間安多拉給吸了進去。
另一方面，在安多拉王國的王子艾米里歐想要刺殺國王失敗而抓進了牢房。就在這個時候，淺永瞬突然出現在艾米里歐面前...

## 登場人物
淺永瞬（聲：小野賢章、藤原夏海（幼少期））
本作品主角，15歳的國中生，很喜歡水晶，最愛＂異變水晶＂。父親是位教授也是社長，因為父親生日當天跑去公司接父親，無意中接觸到社長室裡展示的水晶，而穿越到異世界，對於使用化寶具有極高的天分，是難得能使用化寶具的地上世界的人。在地牢中無意間使用了化寶具救了艾米里歐後一同逃亡，跟艾米里歐總是合不來，卻又常常被艾米里歐所救，想要利用巴別塔回到地上世界。
艾米里歐（聲：增田俊樹、真坂美帆（幼少期））
本作品的另一位主角，16歳。安多拉第一王子，從小就很崇拜德爾塞因，但時某天無意間聽見僕人的對話才知道，他是殺害自己親生父親的兇手，因而下定決心要報仇。在王宮的時候特別信任帕斯卡魯，在帕斯卡魯被放逐之後更加憎恨王國，但是卻因為暗殺國王失敗，而被關入了地牢。在地牢時遇到從地上世界穿越過來的瞬，被他救了之後就開始一同逃亡。跟瞬特別合不來但是當瞬有危險的時候又會跑去救他，感覺是很矛盾的關係。
艾莉西亞（聲：美山加戀）
艾米里歐的青梅竹馬，生氣的時候瞬跟艾米里歐就會乖乖聽話，她的化寶具是一隻寵物龍。
法拉利昂（聲：大橋彩香）
以艾莉西亞寵物身份和她一同行動。表情豐富，能理解人的語言，實則為艾莉西亞的化寶具，攻擊時會變成不同的龍。
在瞬一行人受到冰龍的攻擊時，變身成火龍解救了他們，但是火龍為艾莉西亞父親的思念體變成，他告訴艾莉西亞自己是被化寶具所困，之後又變回原本的寵物型態。
帕斯卡魯（聲：水島裕）
前王立研究院的研究學者，在王宮的時候艾米里歐特別信任他。以前也是建造巴別塔的其中一人，但是因為反對建造巴別塔一事而遭到國王的放逐，離開之前特意在巴別塔上裝置了使它不能發揮作用的迴路，在之後也一直專注於研究各種東西。不贊成建造巴別塔跟地上世界做聯繫，認為跟地上世界有所聯繫會對安多拉世界造成不良影響。
迪米特里歐（聲：高橋廣樹）
革命軍伊格納茲的首領，追求無血革命。戰鬥能力很強，沒有使用化寶具也能打贏使用化寶具的人。以前小時候有個祖鳥族(zoo)的玩伴，會使用化寶具。某天他們在路上為了救一個祖鳥族人，激怒了貴族使的他的玩伴死亡。想建立祖鳥族(zoo)不會被歧視的國家，成功說服祖鳥族(zoo)人和他們同盟。
艾爾裘亞（聲：鳥海浩輔）
一頭白色長髮很溫柔像女生一樣，但是其實是個男生。在有危機的時候可以預見未來，但是其實他也不確定什麼狀態下可以預見未來，他的化寶具是布屏障。
露易絲（聲：伊藤静）
革命軍的一員，擁有族鳥族(zoo)的血統。為革命軍裡面唯一的女性存在，實則為狠鬥組的間諜。
費利克斯（聲：内田雄馬）
白色短髮，從小就一個人生活還一直被人欺負，直到迪米特里歐對他伸出了手才改變了他，對迪米特里歐非常的忠心。
蜜霞（聲：悠木碧）
在阿米迪斯遇到來暗殺艾米里歐的暗殺者，被迪米特里歐打敗後被拉攏加入革命軍，只聽從迪米特里歐的話。從小就被破壞人格訓練成為暗殺者，外表為抱著娃娃的小女孩模樣。
德爾塞因（聲：大塚明夫）
現任國王，疑似為了篡位殺害上一任國王也就是艾米里歐的父親。積極的在巴比倫建造巴別塔，想要跟地上世界有所連接。
吉德羅（聲：前野智昭）
為了錢效忠於國王的祖鳥族人，用老鷹跟露易絲傳達訊息，掌握瞬他們一行人的行蹤，是狠鬥組領頭的存在。
伊貝爾達（聲：稻田徹）
為了錢效忠於國王的祖鳥族人，狠鬥組的一員，為老虎的樣子個性火爆，與艾米里歐逃出成地牢時相遇，而追殺他們，在伊格納茲據點偷襲他們被瞬打傷。
卡斯提納（聲：麥人）

## 用語
化寶具
為安多拉的特殊能量扭曲粒子產生，只有少部分的人擁有。

位於巴比倫，是一種可以從安多拉上去到地上世界的裝置。

### 地理
為地球空洞中的世界，因為在地球中間所以沒有太陽，白天從北極點照射下來的太陽光經由中心點的鑽石核心增幅擴散像太陽一樣，晚上則是釋放白天儲存的光相當於月亮一般。
這裡沒有星星的存在也沒有四季的變化。

安多拉跟地上世界交流的城市。

## 電視動畫
2016年4月至9月在日本電視網首播，全24話。作品的各話標題的集數是以羅馬數字「I」「II」「III」「IV」...表示，但是進行下集預告時是用「第1話」「第2話」...表示。

### 製作人員
- 原作：ENDRIDE PROJECT
- 導演：後藤圭二
- 劇本統籌：待田堂子
- 角色原案：萩原一至、和月伸宏
- 配角設定、總作畫指導：渡邊純子
- 道具設定：本多孝敏、小川浩
- 美術設定：荒井和浩
- 美術指導：伊藤聖
- 色彩設計：鈴木依里
- 攝影指導：松井伸哉
- 編集：內田惠
- 音響指導：中野徹（日语：なかのとおる）
- 音樂：田中公平 & IMAGINE PROJECT
- 製作人：佐佐木麻里奈（日语：佐々木まりな）、稻毛弘之、野村智壽、白石俊博、吉川亞未、千石一成、鈴木祐治
- 動畫製作人：小澤十光、渡部正和
- 動畫製作：Brain's Base、Lapintrack
- 製作：日本電視台、CyberAgent、4Cast.co.jp、VAP、日本電視台音樂（日语：日本テレビ音楽）、T-ARTS（日语：タカラトミーアーツ）

### 主題曲
主題曲「Limit」
作詞、作曲、編曲、主唱：LUNA SEA
片尾曲
「go my way」（第1－12話）
作詞、作曲、編曲、主唱：藤卷亮太
（第13－話）
作詞、作曲、編曲、主唱：中村一義

### 各話列表
| 話數  | 日文標題 | 中文標題 | 劇本     | 分鏡     | 演出       | 作畫監督                                       | 總作畫監督 |
| ----- | -------- | -------- | -------- | -------- | ---------- | ---------------------------------------------- | ---------- |
| I     |          | RIDE     | 待田堂子 | 後藤圭二 | 後藤圭二   | 渡邊純子                                       | 不適用     |
| II    |          | ENDORA   | 待田堂子 | 後藤圭二 | 南川達馬   | 高野彌生                                       | 渡邊純子   |
| III   |          | 啟程     | 待田堂子 | 今掛勇   | 藤井貴文   | 中野彰子、南伸一郎                             | 相坂直紀   |
| IV    |          | 伊格納茨 | 內海照子 | 後藤圭二 | 山岡實     | 土屋圭                                         | 渡邊純子   |
| V     |          | 襲擊     | 待田堂子 | 後藤圭二 | 山內東生雄 | 中野彰子、南伸一郎                             | 相坂直紀   |
| VI    |          | 決意     | 朱白葵   | 松尾衡   | 真野玲     | 東亮太 小島昌之、南井尚子 三島詠子、梁博雅     | 渡邊純子   |
| VII   |          | 少女     | 內海照子 | 今掛勇   | 菱川直樹   | 中野彰子、小林一三                             | 相坂直紀   |
| VIII  |          | 孤島     | 朱白葵   | 南川達馬 | 藤井貴文   | 小池裕樹、高野由香里 高野彌生、谷川亮介        | 渡邊純子   |
| IX    |          | 父與子   | 內海照子 | 今掛勇   | 山內東生雄 | 中野彰子、南伸一郎                             | 相坂直紀   |
| X     |          | 思緒     | 朱白葵   | 平田豐   | 荻原露光   | 入江俊博、高野由香里 香田知樹                  | 渡邊純子   |
| XI    |          | 深層     | 待田堂子 | 今掛勇   | 前園文夫   | 中野彰子、小林一三                             | 相坂直紀   |
| XII   |          | 巴別之光 | 待田堂子 | 後藤圭二 | 高野彌生   | 土屋圭、小池裕樹 高野由香里                    | 渡邊純子   |
| XIII  |          | 軌跡     | 待田堂子 | 今掛勇   | 關田修     | 南伸一郎                                       | 相坂直紀   |
| XIV   |          | 東山再起 | 朱白葵   | 中野☆陽  | 三上喜子   | 高野由香里、香田知樹 高野彌生、入江俊博        | 渡邊純子   |
| XV    |          | 怪物     | 竹內利光 | 今掛勇   | 前園文夫   | 中野彰子                                       | 相坂直紀   |
| XVI   |          | 憧憬     | 內海照子 | 小寺勝之 | 荻原露光   | 土屋圭、小池裕樹 高野由香里、香田知樹 入江俊博 | 渡邊純子   |
| XVII  |          | 歸還     | 朱白葵   | 今掛勇   | 關田修     | 中野彰子、南伸一郎                             | 相坂直紀   |
| XVIII |          | 囚犯     | 竹內利光 | 後藤圭二 | 高野彌生   | 伊勢奈央子、高橋道子                           | 渡邊純子   |
| XIX   |          | 地上     | 竹內利光 | 後藤圭二 | 古賀一臣   | 中野彰子                                       | 相坂直纪   |
| XX    |          | 過去     | 內海照子 |          | 相澤伽月   | 佐佐木睦美                                     | 渡邊純子   |
| XXI   |          | 對峙     | 朱白葵   | 今挂勇   | 前园文夫   | 中野彰子、南伸一郎                             | 相坂直紀   |
| XXII  |          | 危機     | 竹內利充 | 永居慎平 | 萩原露光   | 高野彌生、入江俊博 土屋圭                      | 渡邊纯子   |
| XXIII |          | 決鬥     | 待田堂子 | 後藤圭二 | 關田修     | 中野彰子、南伸一郎                             | 相坂直紀   |
| XXIV  |          | 終結     | 待田堂子 | 後藤圭二 | 後藤圭二   | 小池裕樹、本多孝敏 高橋道子、土屋圭            | 渡邊纯子   |

### 播放電視台
日本深夜動畫：下文記載的日本国内播放時間使用日本標準時間（UTC+9）表示。因為部分時間标识會採用30小时制，因此請留意这类超过24:00的时间，其實際播放時間為翌日清晨。
| 播放地區   | 播放電視台 | 播放日期                | 播放時間（UTC+9）         | 所屬聯播網 | 備註   |
| ---------- | ---------- | ----------------------- | ------------------------- | ---------- | ------ |
| 關東廣域圈 | 日本電視台 | 2016年4月2日－9月25日   | 星期六 25時55分－26時25分 | 日本電視網 |        |
| 中京廣域圈 | 中京電視台 | 2016年4月10日－10月2日  | 星期日 25時25分－25時55分 | 日本電視網 |        |
| 宮城縣     | 宮城電視台 | 2016年4月22日－10月28日 | 星期五 26時30分－27時00分 | 日本電視網 |        |
| 日本全國   | 日視PLUS   | 2016年5月6日－10月14日  | 星期五 26時30分－27時00分 | 日本電視網 | CS放送 |
| 兵庫縣     | SUN電視台  | 2016年5月7日－10月15日  | 星期六 26時00分－26時30分 | 獨立局     |        |

## BD／DVD
| 卷數 | 發行日期       | 收錄話         | 規格編號   | 規格編號   |
| 卷數 | 發行日期       | 收錄話         | BD         | DVD        |
| ---- | -------------- | -------------- | ---------- | ---------- |
| 1    | 2016年6月22日  | 第1話－第3話   | VPXY-71450 | VPBY-14509 |
| 2    | 2016年7月20日  | 第4話－第6話   | VPXY-71451 | VPBY-14510 |
| 3    | 2016年9月21日  | 第7話－第12話  | VPXY-71472 | VPBY-14539 |
| 4    | 2016年11月23日 | 第13話－第18話 | VPXY-71473 | VPBY-14540 |
| 5    | 2017年1月25日  | 第19話－第24話 | VPXY-71474 | VPBY-14541 |

## 遊戲
ENDRIDE ～X fragments～（十字碎片）
2016年中由CyberAgent發行智慧型手機版的線上遊戲。插畫由《愛夏的鍊金工房》的插畫家左擔任。腳本由曾擔任《時空幻境 深淵傳奇》編劇之一的實彌島巧負責。

### 登場角色（遊戲）

地球人，被突然出現的異次元空間安多拉給吸了進去。

的妹妹。與哥哥一起安多拉給吸了進去。
丹尼爾（聲：小野友樹）
來自安多拉的戰士。

## 漫畫
由伯林作畫，標題名為《ENDRIDE ～Gleam of Dawn～》。2016年3月開始在ComicWalker先行配信。之後從同年5月13日開始到2017年2月10日在Comic Clear配信，單行本全2冊。此外2016年9月30日曾公開遊戲版為標題的4格漫畫。

## 來源
1. ↑  . Funimation.   [2020-05-12]. （原始内容存档于2021-11-12）.
2. ↑  . Natalie. 2016-11-14  [2020-05-12]. （原始内容存档于2021-04-26） （日语）.
3. ↑  . NTV.   [2016年4月21日]. （原始内容存档于2016年5月13日） （日语）.
4. ↑  . 安利美特TV. 2016年1月28日  [2016年2月14日]. （原始内容存档于2016年2月15日） （日语）.
5. ↑  . 2016-03-21  [2016-04-14]. （原始内容存档于2017-12-31） （日语）.
6. ↑  . Comic Natalie. 2016-05-13  [2016-05-15]. （原始内容存档于2019-05-21） （日语）.
7. ↑  . Cyber Agent. 2016年9月30日  [2016-10-04]. （原始内容存档于2016-10-11） （日语）.

## 外部連結
- ENDRIDE的官方網站 （页面存档备份，存于） （日語）
  - 電視動畫「ENDRIDE」的官方網站 （页面存档备份，存于） （日語）
  - ENDRIDE ～X fragments～的遊戲官網 （日語）
- ENDRIDE的X（前Twitter） （日語）